# (33802) 1999 VA203
1999 VA203 (asteroide 33802) é um asteroide da cintura principal. Possui uma excentricidade de 0.08160910 e uma inclinação de 11.24592º.
Este asteroide foi descoberto no dia 8 de novembro de 1999 por CSS em Catalina.